# Saint Albray
Saint Albray est une marque commerciale appartenant au groupe Savencia Fromage & Dairy apposée sur un fromage industriel à pâte molle fabriqué dans le sud-ouest de la France, en Béarn à la fromagerie des Chaumes. 
Cette marque est commercialisée depuis 1976, avec le nom d'un saint fictif.
En 2009, il est l'un des 5 fromages les plus vendus en Allemagne.

## Fabrication

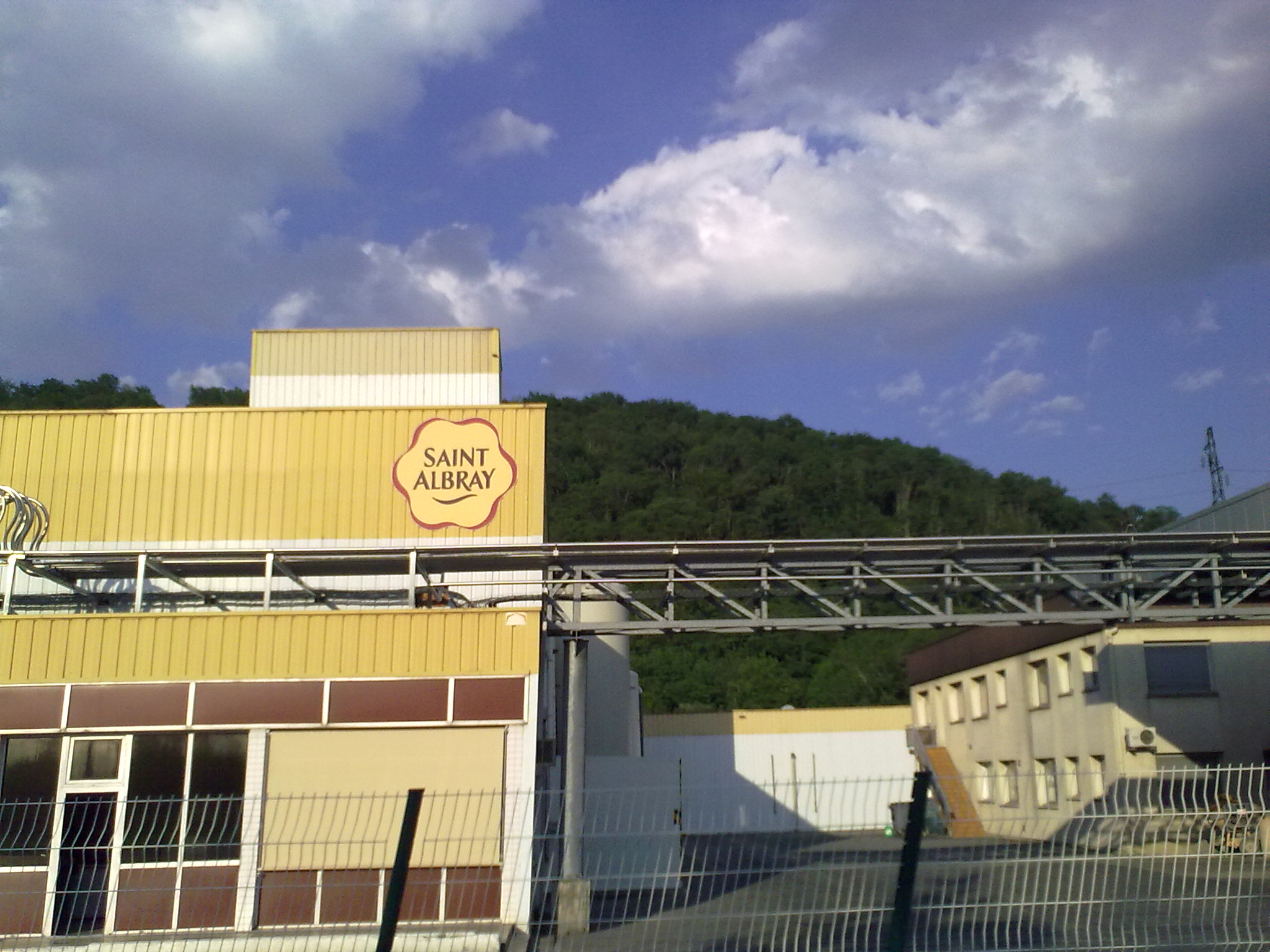
La fromagerie des Chaumes en 2010.

Fait à partir de laits de vache standardisés et pasteurisés. Il existe sous plusieurs formats : 200 grammes, 300 grammes, portions.
Le fromage se présente sous une forme de fleurs à 6 ou 8 pétales ce qui lui doit le slogan « Il fleure bon la France »,.

## Composition
Lait et crème pasteurisés, ferments, sel, colorants de croûte : E160a (bêta-carotène).